# Vácegres
Vácegres là một thị trấn thuộc hạt Pest, Hungary. Thị trấn này có diện tích 13,67 km², dân số năm 2010 là 897 người, mật độ 66 người/km².